# Mesosa cervinopicta
Mesosa cervinopicta är en skalbaggsart som först beskrevs av Leon Fairmaire 1897.  Mesosa cervinopicta ingår i släktet Mesosa och familjen långhorningar. Inga underarter finns listade i Catalogue of Life.